# Pacific Ocean Blue
Az 1977-es Pacific Ocean Blue Dennis Wilson egyetlen szólólemeze. A kritikusok dicsérték, az amerikai listákon 12 hétig maradt, ezalatt a 96. helyig jutott. Az Egyesült Királyságban az eredeti kiadás nem, csak később kiadások kerültek fel az albumlistára.
Szerepel az 1001 lemez, amit hallanod kell, mielőtt meghalsz című könyvben.

## Az album dalai
|     | Cím                 | Szerző(k)                               | Hossz |
| --- | ------------------- | --------------------------------------- | ----- |
| 1.  | River Song          | Dennis Wilson, Carl Wilson              | 3:44  |
| 2.  | What's Wrong        | D. Wilson, Gregg Jakobson, Michael Horn | 2:22  |
| 3.  | Moonshine           | D. Wilson, Jakobson                     | 2:27  |
| 4.  | Friday Night        | D. Wilson, Jakobson                     | 3:09  |
| 5.  | Dreamer             | D. Wilson, Jakobson                     | 4:22  |
| 6.  | Thoughts of You     | D. Wilson, Jim Dutch                    | 3:02  |
| 7.  | Time                | D. Wilson, Karen Lamm-Wilson            | 3:31  |
| 8.  | You and I           | D. Wilson, Lamm-Wilson, Jakobson        | 3:25  |
| 9.  | Pacific Ocean Blues | D. Wilson, Mike Love                    | 2:39  |
| 10. | Farewell My Friend  | D. Wilson                               | 2:26  |
| 11. | Rainbows            | D. Wilson, C. Wilson, Steve Kalinich    | 2:55  |
| 12. | End of the Show     | D. Wilson, Jakobson                     | 2:55  |

## Közreműködők
- Dennis Wilson – vonósok, dob, billentyűk, ének, producer
- Carli Munoz – zongora, billentyűk, moog szintetizátor, ütőhangszerek, producer
- Carl Wilson – szólógitár, ének
- Bruce Johnston – háttérvokál
- Hal Blaine – dob
- Chuck Domanico – basszusgitár
- Ricky Fataar – dob
- John Hanlon – gitár, hangmérnök
- Gregg Jakobson – producer
- James Jamerson – basszusgitár
- Earle Mankey – gitár, hangmérnök
- Dean Torrence – háttérvokál
- Steven Moffitt – vezető hangmérnök
- Michael Andreas – kürt
- Lance Buller – kürt
- Sterling Smith – billentyűk
- Tommy Smith – dob
- Dave Hessler – basszusgitár
- Ed Carter – basszusgitár, gitár
- Bobby Figueroa – dob
- Wayne Tweed – basszusgitár
- Manolo Badrena – ütőhangszerek
- Janice Hubbard – kürt
- Bill Lamb – kürt
- Charles McCarthy – kürt
- Stephen Moffitt – hangmérnök
- Eddie Tuleja – gitár, ének
- Sid Sharp – vonósok
- Alexander Hamilton's Double Rock Baptist Choir

## Fordítás
Ez a szócikk részben vagy egészben a Pacific Ocean Blue című angol Wikipédia-szócikk ezen változatának fordításán alapul.  Az eredeti cikk szerkesztőit annak laptörténete sorolja fel. Ez a jelzés csupán a megfogalmazás eredetét és a szerzői jogokat jelzi, nem szolgál a cikkben szereplő információk forrásmegjelöléseként.